# Kopaf
Kopaf of Kop-Af (Gronings: Kop-òf) is een buurtje op de grens van de gemeenten Eemsdelta en Oldambt, dat vroeger onder Nieuwolda viel. Het ligt even ten oosten van Wagenborgen aan de noordzijde van het Hondshalstermeer, aan de Hondshalstermaar. Nabij ligt het gehucht Scheve Klap. Een deel van de weg bij Kopaf volgt de loop van de oude Weerdijk.
In de 19e eeuw werd de boerderij die hier stond aangeduid als De Groenweide of De Groene Weide. Mogelijk was het een herberg. 

## Naam
De naam Kopaf is waarschijnlijk ontleend aan een afsnijdingskanaaltje genaamd Lutkemaar, dat al in de 17e eeuw werd gegraven om het water uit het Hondshalstermeer, dat door de nauwte van de Hondshals werd gehinderd, sneller te kunnen laten afstromen naar het Termunterzijldiep.
Een volksetymologie suggereert dat de naam is ontstaan door een serie tragische ongelukken, waarbij mensen werden onthoofd, of vanwege enkele zelfmoorden die hier zouden hebben plaatsgevonden.
Groningen: Steden en dorpen      Nederland: Provincies · Gemeenten